# Hindley
Hindley è una località di 23.457 abitanti della contea della Grande Manchester, in Inghilterra, già comune fino al 1974.